# Frederick Stapleton
Frederick Stapleton (Basford, 11 marzo 1877 – Nottingham, 9 novembre 1939) è stato un nuotatore e pallanuotista britannico.

## Carriera
Stapleton partecipò alle gare di pallanuoto e di nuoto ai Giochi olimpici di Parigi del 1900; vinse una medaglia d'oro, nella pallanuoto con l'Osborne Swimming Club, vincendo la finale per 7-2 contro il Brussels Swimming and Water Polo Club.
Prese parte anche alla gara dei 200 metri stile libero, arrivando sesto in finale, nuotando in 2'55"0, e a quella dei 200 metri ostacoli, arrivando quinto in finale, in 2'55"0.